# Owenia reliqua
Owenia reliqua är en tvåhjärtbladig växtart som beskrevs av P.I. Forster. Owenia reliqua ingår i släktet Owenia och familjen Meliaceae. Inga underarter finns listade i Catalogue of Life.